# Coppa dell'Imperatore 1980
La Coppa dell'Imperatore 1980 (第60回天皇杯全日本サッカー選手権大会?, Dai 60-kai Tennōhai Zen Nippon Sakkaa Senshuken Taika) è stata la sessantesima edizione della coppa nazionale giapponese di calcio.

## Formula
Viene confermata la formula adottata a partire dalla stagione 1972.
Partecipano i dieci club iscritti alla prima divisione della Japan Soccer League, una squadra iscritta alla seconda divisione, sedici squadre scelte secondo criteri geografici e la vincitrice della Coppa del Primo Ministro.
La squadra detentrice del torneo è qualificata automaticamente al secondo turno.

## Squadre partecipanti
Japan Soccer League
- Yanmar Diesel
- Fujita Kogyo
- Furukawa Electric
- Mitsubishi HI
- Yomiuri
- Hitachi
- Toyo Kogyo
- Nippon Steel
- Yamaha Motors
- Nissan Motors

Squadre regionali
- Fujieda City Hall (Tokai)
- Fukuoka Daigaku (Kyūshū)
- Furukawa El. Chiba (Kantō)
- Honda Motor (Tokai)
- Hyogo Teachers (Kansai)
- Komazawa Daigaku (Kantō)
- Kyūshū University (Kyūshū)
- Matsushima Club (Tohoku)
- Nippon Steel Muroran (Hokkaidō)
- Nissei Plastic Ind. (Koshinetsu)
- Osaka Taidai (Kansai)
- Osaka Keidai (Kansai)
- Sumitomo Metals (Kantō)
- Tanabe Pharma (Kansai)
- Teijin (Shikoku)
- Toshiba (Kantō)
- Tsukuba Daigaku (Kantō)

Partecipante della Japan Soccer League Division 2
- Fujitsu

Vincitore della Coppa del Primo Ministro
- Hosei Daigaku

## Date
| Turno            | Data            |                 |
| ---------------- | --------------- | --------------- |
| Primo turno      | 4 dicembre 1980 |                 |
| Secondo turno    | 5 dicembre 1980 |                 |
| Quarti di finale | 6 dicembre 1980 |                 |
| Semifinali       | 7 dicembre 1980 |                 |
| Finale           | 1º gennaio 1981 | 1º gennaio 1981 |

## Risultati

### Primo turno
| Squadra 1            | Risultato                     | Squadra 2          |
| -------------------- | ----------------------------- | ------------------ |
| Teijin               | 3 - 2 (d.t.s.)                | Kyūshū University  |
| Fujitsu              | 2 - 2 (d.t.s.) 8 - 9 (d.c.r.) | Osaka Keidai       |
| Hyogo Teachers       | 0 - 1                         | Nippon Steel       |
| Toyo Kogyo           | 2 - 0                         | Fukuoka Daigaku    |
| Mazda Auto Hiroshima | 2 - 3                         | Yamaha Motors      |
| Honda Motor          | 2 - 3                         | Tanabe Pharma      |
| Osaka Taidai         | 0 - 2                         | Yanmar Diesel      |
| Hitachi              | 4 - 1                         | Matsushima Club    |
| Komazawa Daigaku     | 2 - 1 (d.t.s.)                | Nissan Motors      |
| Hosei Daigaku        | 2 - 1 (d.t.s.)                | Fujieda City Hall  |
| Tsukuba Daigaku      | 0 - 1                         | Furukawa Electric  |
| Mitsubishi HI        | 3 - 0                         | Furukawa El. Chiba |
| Nippon Steel Muroran | 0 - 3                         | Toshiba            |
| Nissei Plastic Ind.  | 0 - 2                         | Sumitomo Metals    |

### Secondo turno
| Squadra 1       | Risultato      | Squadra 2         |
| --------------- | -------------- | ----------------- |
| Yomiuri         | 6 - 1          | Teijin            |
| Osaka Keidai    | 0 - 1          | Nippon Steel      |
| Toyo Kogyo      | 3 - 2          | Yamaha Motors     |
| Yanmar Diesel   | 0 - 1          | Tanabe Pharma     |
| Hitachi         | 3 - 1          | Komazawa Daigaku  |
| Hosei Daigaku   | 0 - 3          | Furukawa Electric |
| Mitsubishi HI   | 3 - 1 (d.t.s.) | Toshiba           |
| Sumitomo Metals | 0 - 2          | Fujita Kogyo      |

### Quarti di finale
| Squadra 1         | Risultato                     | Squadra 2     |
| ----------------- | ----------------------------- | ------------- |
| Yomiuri           | 3 - 2                         | Nippon Steel  |
| Toyo Kogyo        | 0 - 0 (d.t.s.) 3 - 4 (d.c.r.) | Tanabe Pharma |
| Furukawa Electric | 0 - 0 (d.t.s.) 1 - 3 (d.c.r.) | Hitachi       |
| Mitsubishi HI     | 2 - 1                         | Fujita Kogyo  |

### Semifinali
| Squadra 1 | Risultato                     | Squadra 2     |
| --------- | ----------------------------- | ------------- |
| Yomiuri   | 1 - 1 (d.t.s.) 3 - 5 (d.c.r.) | Tanabe Pharma |
| Hitachi   | 1 - 2 (d.t.s.)                | Mitsubishi HI |

### Finale
| Tokyo 1º gennaio 1981                   | Mitsubishi HI | 1 – 0 | Tanabe Pharma | National Stadium |
| \| \| \| \| \| Nagao \| Marcatori \| \| |               |       |               |                  |
|                                         |               |       |               |                  |
| Nagao                                   | Marcatori     |       |               |                  |

| Mitsubishi HI | Tanabe |

#### Formazioni
| Mitsubishi HI  |    |                     |
|                |    |                     |
| P              | 1  | Mitsuhisa Taguchi   |
| D              | -  | Hisao Suzuki        |
| D              | 5  | Hiroshi Ochiai      |
| D              | -  | Satoru Kawashima    |
| D              | -  | Yuzuru Oguro        |
| C              | 11 | Mitsunori Fujiguchi |
| C              | 8  | Atsushi Natori      |
| C              | 13 | Kazuo Ozaki         |
| A              | 7  | Noboru Nagao        |
| A              | -  | Ikuo Takahara       |
| A              | -  | Koichi Kawazoe      |
| Allenatore:    |    |                     |
| Kenzō Yokoyama |    |                     |

| Tanabe Pharma   |   |           |  |          |
|                 |   |           |  |          |
| P               | - | Esumi     |  |          |
| D               | - | Matsumoto |  |          |
| D               | - | Kagawa    |  | Uscita   |
| D               | - | Sasaki    |  |          |
| D               | - | Konishi   |  |          |
| C               | - | Araita    |  |          |
| C               | - | Hiramatsu |  |          |
| C               | - | Nakao     |  |          |
| A               | - | Saito     |  |          |
| A               | - | Shigeta   |  | Uscita   |
| A               | - | Katsuno   |  |          |
| A disposizione: |   |           |  |          |
| D               | - | Nitta     |  | Ingresso |
| A               | - | Kagei     |  | Ingresso |
| Allenatore:     |   |           |  |          |
| Toru Yubisu     |   |           |  |          |